# Lotnisko Poznań-Kobylnica
Lotnisko Poznań-Kobylnica (kod ICAO: EPPK) – lotnisko użytku publicznego niepodlegające certyfikacji, należące do Aeroklubu Poznańskiego im. Wandy Modlibowskiej. Zlokalizowane jest w Kobylnicy koło Poznania, na terenie gminy Swarzędz. Często określane jest również jako Ligowiec (nazwę tę nosi pobliski przystanek kolejowy).

## Infrastruktura
Lotnisko posiada trawiasty pas startowy 100 × 750 m, 70-250° oraz niewielką betonową płytę do startu modeli. Teren lotniska ma kształt trójkąta, ograniczony z trzech stron 2-kilometrowymi zelektryfikowanymi liniami kolejowymi. Na terenie lotniska znajdują się również hangary oraz budynek biurowy Aeroklubu. Lotnisko jest otwarte dla wszystkich statków powietrznych w terminach i godzinach ustalonych przez zarządzającego tym lotniskiem i podanych do publicznej wiadomości w AIP Polska VFR.

## Historia
Lotnisko powstało w czasie II wojny światowej – utworzyli je Niemcy w 1942. Oddział poznański (Gruppe 5 Wartheland) paramilitarnej organizacji lotniczej NSFK zorganizował Segeflug – Übungsstelle des NSFliegerkorpus Rossgarten (Rossgarten – niemiecka nazwa Kobylnicy). W 1945 o lotnisko i jego okolice toczyły się ciężkie walki. Stopniowo wypierano Niemców z terenów Koziegłowy – Zieliniec – Kobylnica. Nocą z 28 na 29 stycznia 1945 dwa radzieckie pułki – 244 gwardii nacierający od strony Janikowa i 246 od strony Zielińca pokonały niemiecką obronę zdobywając lotnisko. Bronił go zapasowy batalion powietrznodesantowy. Lotnisko stanowiło ważne miejsce podczas walk o Poznań, ponieważ służyło jako lotnisko dla bombowców Po-2. Po odejściu Rosjan lotnisko przejął ośrodek szkoleniowy Ministerstwa Komunikacji, który udzielił gościny Aeroklubowi Poznańskiemu. W latach 1947–1953 szkolenie szybowcowe prowadziła Liga Lotnicza – stąd właśnie wzięła się nazwa Ligowiec. W 1994 na lotnisku odbywały się Mistrzostwa Świata Samolotów Ultralekkich i Motolotni. Zawody oglądał premier Waldemar Pawlak, który odbył lot samolotem ultralekkim oraz wręczył zwycięzcom nagrody.